# Мольченко Олена Василівна
Олена Василівна Мольченко (*4 травня 1963) — російська актриса театру і кіно.
У 1985 році закінчила Російський університет театрального мистецтва та почала працювати у  Московському академічному театрі імені
Володимира Маяковського.

## Телебачення
- Прості істини (1999-2000)
- Ранетки (2008-2010)
- Маша в законі (2012)
- Червона королева (2015)

| Актор | Це незавершена стаття про акторку. Ви можете допомогти проєкту, виправивши або дописавши її. |